# Hemidactylus tanganicus
Hemidactylus tanganicus es una especie de gecos de la familia Gekkonidae.

## Distribución geográfica yhábitat
Es endémica de la Tanzania continental (Tanganica). Su rango altitudinal oscila alrededor de 500 m s. n. m..